# Luka Dončić
Luka Dončić (Ljubljana, 28 de fevereiro de 1999) é um basquetebolista esloveno que atua como ala-armador. Atualmente joga no Los Angeles Lakers, na National Basketball Association.
Foi escolhido pelo Atlanta Hawks na 3ª escolha no Draft da NBA de 2018, em seguida trocado para os Dallas Mavericks por Trae Young.
Em 30 de abril de 2015, com apenas 16 anos e 2 meses, estreiou na Liga ACB com a primeira equipe do Real Madrid, convertendo-se no jogador mais jovem em debutar com o Real Madrid na história.
É considerado um dos jogadores mais promissores da NBA na atualidade. Em seu primeiro ano foi escolhido o Rookie of the year da liga e em 3 anos já foi selecionado duas vezes para o NBA All-Star Game e duas vezes para o primeiro time do All-NBA Team.

## Características como jogador
É um armador ou ala que se gera suas próprias cestas e pode arremessar de qualquer posição. Sua grande especialidade é o arremesso de três pontos, à que acrescenta uma grande visão de jogo e capacidade atlética, contribuindo também no resto dos atributos na quadra (rebotes, assistências, bolas roubadas...). Pode jogar tanto de armador como de ala armador. O impacto que tem obtido em sua formação é similar ao que teve em seu dia Ricky Rubio.

## Trajetória desportiva

### Olimpija Ljubljana
Iniciou sua carreira como jogador nas categorias inferiores do Olimpija Ljubljana. Em abril de 2012 obteve o MVP do Torneio Lido de Roma,  anotando 41 pontos na semifinal e 54 pontos, 11 rebotes e 10 assistências na vitória na final contra o Lazio.

### Categorias de base do Real Madrid
Em setembro de 2012 ingressa na equipe jovem do Real Madrid , assinando um contrato de 5 anos, até sua maioridade. Previamente, em fevereiro de 2012, Dončić tinha jogado com o Real Madri a Minicopa ACB 2012, cedido pelo Olimpija Ljubljana. Na final anotou 20 pontos em frente ao Barcelona, contando ainda com só 12 anos de idade.

#### 2012/2013
Em sua primeira temporada com a equipa branca consegue o Torneio Infantil Ciutat de l’Hospitalet e é nomeado MVP, depois de obter 39 pontos e 10 rebotes contra o Manresa, 26 pontos, 9 rebotes, 7 roubadas de bola e 5 assistências em frente ao Joventut e 25 pontos, 13 rebotes e 5 assistências na final contra o Catalana Occident.

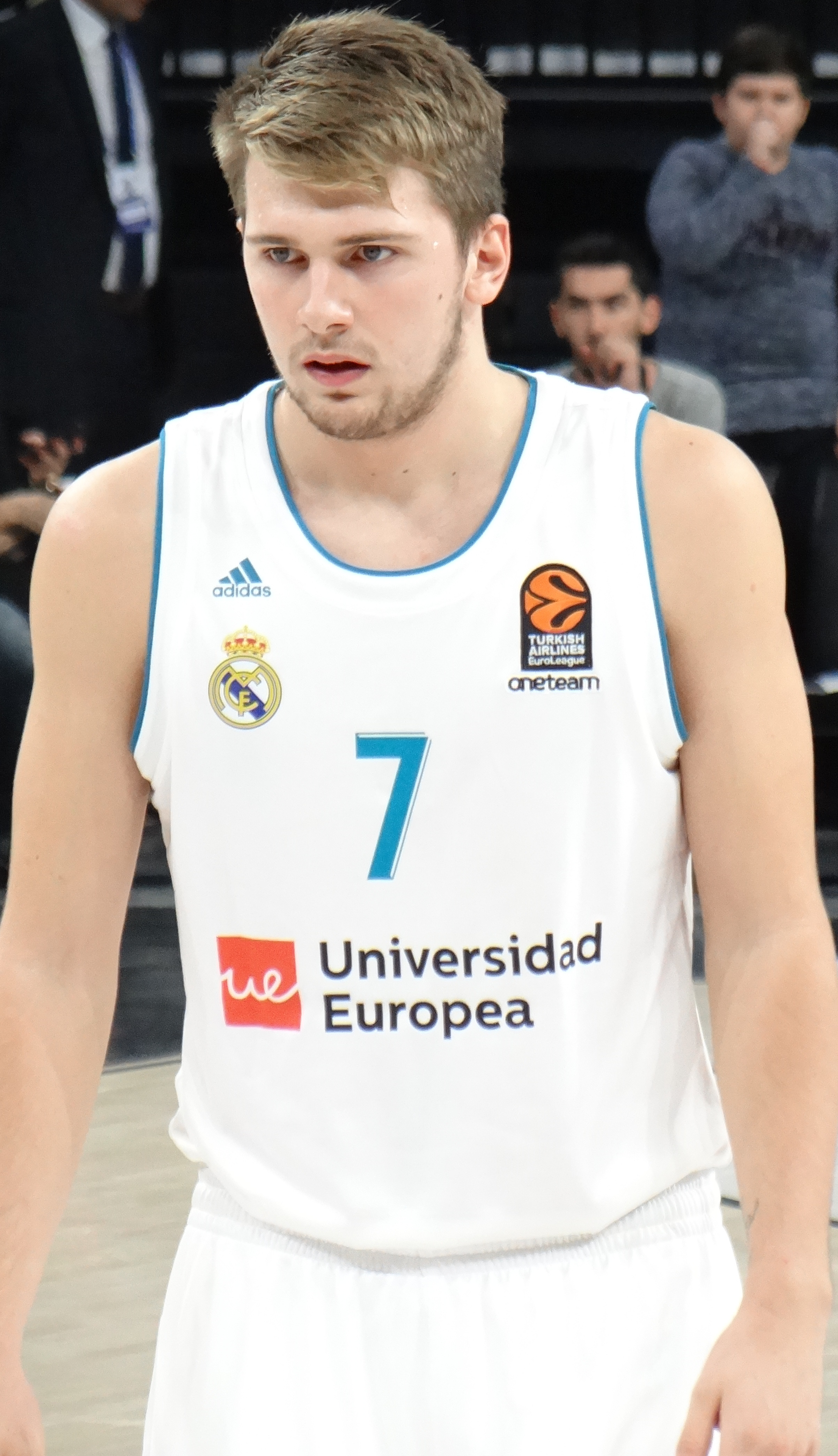
Luka em 2017, pelo Real Madrid.

Essa mesma temporada consegue a Minicopa ACB de Vitoria-Gasteiz 2013, sendo designado MVP do torneio com umas médias de 24,3 pontos, 12 rebotes, 4,3 assistências, 6,3 roubos, 6,7 faltas recebidas e 40,3 de valoração por partida. Em fevereiro de 2013 é proclamado MVP do Torneio Internacional Cadete de Budapeste, contando com 2 anos menos que seus rivais.
Em março de 2013 a equipa autonômica de Madrid atinge o título no Campeonato da Espanha Infantil de Seleções Autonômicas, disputado em Cádiz, depois de vencer na final as Canárias (60-59). Doncic obteve médias de mais de 23 pontos e 9 rebotes durante o campeonato.
Em junho de 2013 o Real Madri proclama-se campeão do Campeonato da Espanha Infantil 2013, disputado em Guadalajara, 14 anos após seu título anterior. Luka Doncic conseguiu 36 de valoração nos quartos em frente ao Unicaja Málaga, 45 na semifinal em frente ao Barcelona e 19 pontos e 14 rebotes na final em frente ao Canterbury Idecnet.

#### 2013/2014
Na temporada 2013/14 (seu primeiro ano Cadete) obtém o Torneio EA7 Emporio Armani em Génova. Na final, o Real Madri impôs-se ao Montepaschi Siena por 84 a 68 e Doncic foi escolhido MVP com 36 pontos, 11 rebotes, 10 assistências e 6 recuperações para 65 de valoração.
Em janeiro de 2014 atinge o título com Madri no Campeonato Espanhol Cadete de Seleções Autonómicas, disputado em Cáceres, depois de impor na final ao País Basco (51-69). Doncic foi o melhor jogador da partida, com 21 pontos e 19 rebotes.
O abril de 2014 consegue com o Real Madri Júnior (com jogadores ao menos 2 anos maiores que ele) o Campeonato de Madri Júnior. Na partida contra o Estudiantes obtém 23 de valoração em 16 minutos de jogo.

#### 2014/2015
Durante a temporada 2014/15 joga na equipe Junior do Real Madri e converte-se num dos líderes do Real Madri "B" na Liga EBA, conseguindo médias de 14.5 pontos, 6.2 rebotes e 3.1 assistências por partida ante jogadores de idade superior.
Em janeiro de 2015 o Real Madri Júnior consegue a vitória no Torneio Júnior Ciutat de L’Hospitalet. Doncic conseguiu 13 pontos, 7.2 rebotes, 4.4 assistências e 1.8 roubos por partido, o que lhe valeu ser eleito no quinteto ideal do torneio.
Em 19 de abril de 2015 o Real Madri Júnior proclama-se novamente campeão do Campeonato de Madri Júnior. Doncic foi eleito MVP do torneio, conseguindo 20 pontos, 10 rebotes e 5 assistências na final. Em 9 de maio de 2015 o Real Madrid Júnior consegue a vitória no Campeonato de Espanha Júnior 2015, disputado em Torrejón de Ardoz. Doncic foi eleito MVP do torneio.
Em 17 de maio de 2015, o Real Madri Júnior conseguiu a vitória no Campeonato de Europa Júnior (Adidas Next Generation Tournament), ao derrotar na final o Estrela Vermelha de Belgrado, disputada no Barclaycard Center de Madri. Doncic foi de novo MVP do campeonato.

### Real Madrid
Em 30 de abril de 2015, com só 16 anos e dois meses, estreou na Liga ACB com a primeira equipe do Real Madrid ante o Unicaja de Málaga, anotando um arremesso de três pontos na primeira bola que tocou. Converteu-se assim no jogador mais jovem em debutar na história do Real Madrid, e o terceiro mais jovem na Liga ACB, depois de Ricky Rubio (14 anos e 11 meses) e Ángel Rebolo (15 e 3).
Ademais, jogou também contra o Obradoiro CAB (03/05/15, rodada 31) e em várias partidas dos play-offs pelo título da Liga ACB 2014-15.

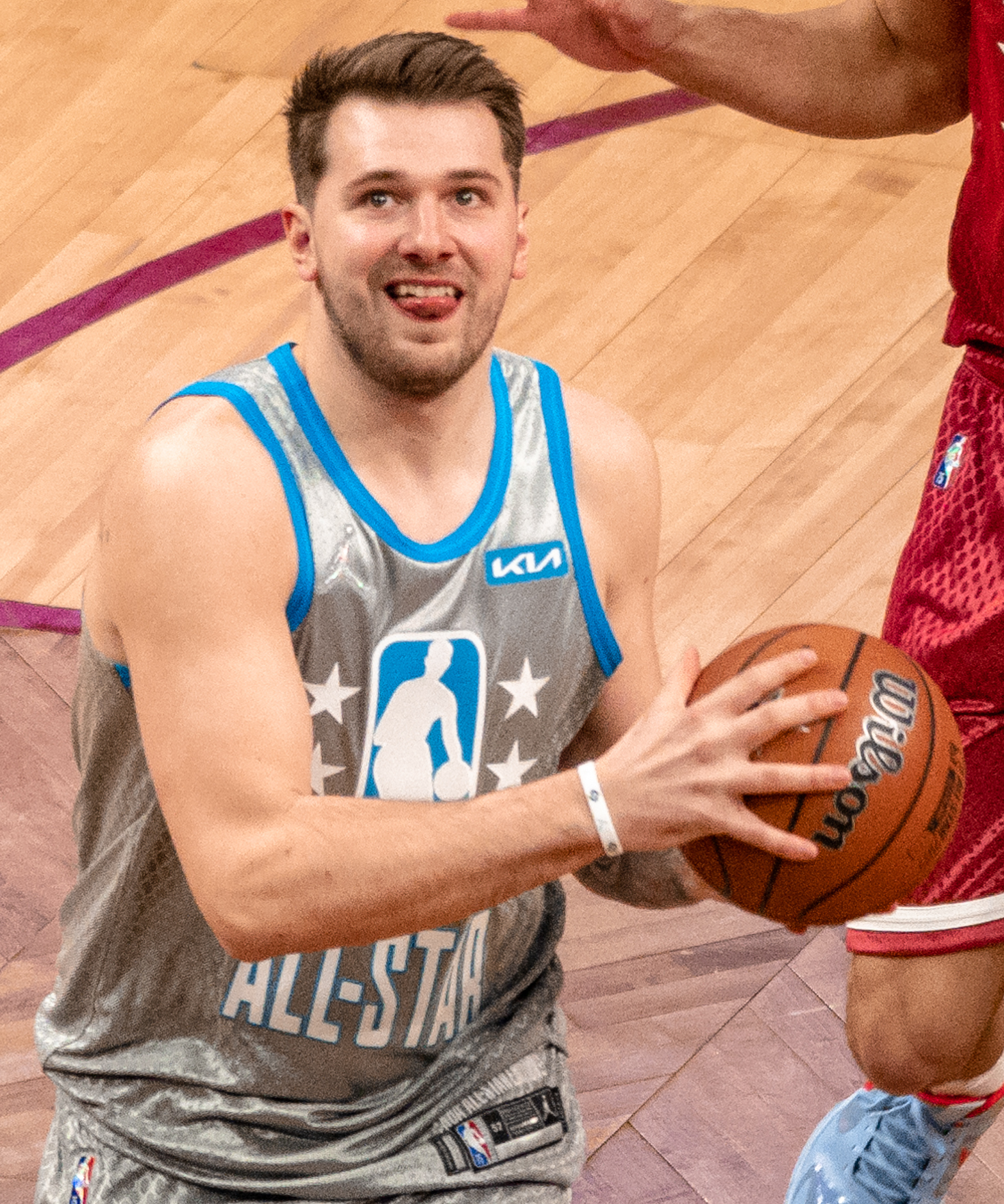
Luka em 2022 no NBA All-Star Game.

#### 2015/2016
Na temporada 2015/16 incorpora-se à equipe do Real Madrid, como um dos 12 jogadores do primeiro elenco, disputando a Supercopa de Espanha de Basquete 2015, a Copa Intercontinental FIBA 2015, a Liga ACB (sendo o jogador mais jovem da competição) e a Euroliga 2015-16. Na rodada 8, na vitória diante do Bilbao Basket, consegue suas melhores marcas em: pontos (15), rebotes (6), assistências (4) e valoração (22), batendo os recordes de anotação e de valoração de um jogador menor de 17 anos na história de Liga ACB.

#### 2017/2018
Após a temporada regular, ele foi eleito MVP da ACB para a temporada 2017-18 e ganhou um novo título da liga. Luka Dončić tornou-se o jogador mais jovem da história da Liga Endesa a receber este prémio,

### Dallas Mavericks
Em 22 de junho de 2018, Luka Dončić ele foi selecionado com a 3ª escolha no Draft da NBA pelo Atlanta Hawks, que o trocou para o Dallas Mavericks em troca da 5ª escolha do Draft de 2018, Trae Young, e uma futura escolha protegida de primeira rodada do Draft. Em 9 de julho, ele assinou um contrato profissional com o Dallas Mavericks. Dončić fez sua estreia na temporada regular em 17 de outubro de 2018, registrando 10 pontos, 8 rebotes e 4 assistências em uma derrota por 121-100 para o Phoenix Suns.

#### 2018/19
Em sua primeira temporada Luka Dončić teve médias de 21,2 pontos, 7,8 rebotes e seis assistências por jogo na temporada passada, além de 42,7% de aproveitamento nos arremessos de quadra e 32,7% dos arremessos de 3 pontos, além de oito triplos-duplos. Ele é o único jogador na história da NBA além de Oscar Robertson a ter médias de pelo menos 21 pontos, sete rebotes e seis assistências por estreante. Ele foi primeiro membro do Dallas Mavericks a ganhar o troféu de Rookie of the Year de forma definitiva. Após a temporada 1994-95, o armador do Dallas, Jason Kidd, dividiu o prêmio de Rookie of the Year com Grant Hill, do Detroit Pistons.
Luka foi o primeiro esloveno e o segundo europeu, depois de Pau Gasol, a ser eleito o Rookie of the Year da NBA.

#### 2019/20
Após vários recordes de precocidade Luka foi escolhido para o  All-Star Game. E como titular da Conferência Oeste, ele se tornou o jogador europeu mais jovem a começar em um All-Star Game. Dončić  foi o sexto jogador mais jovem da história da NBA a iniciar a partida do All-Star entre os cinco iniciais. O jogador de basquete mais jovem é Kobe Bryant, que registrou essa conquista com 19 anos e 169 dias de idade.
Em 16 de setembro, ele foi nomeado para o primeiro time da NBA. Ele se tornou o primeiro jogador desde Tim Duncan na temporada 1998-99 a ser selecionado para um primeiro time da NBA em uma primeira ou segunda temporada. Ele terminou em quarto lugar geral nos resultados finais de MVP da temporada. Ele também se tornou o segundo jogador mais jovem a terminar entre os cinco primeiros da votação de MVP.

#### 2020/21
Em 15 de junho, Dončić foi nomeado para o NBA All-Star First Team pela segunda vez consecutiva.

#### 2021/22
Em agosto de 2021, após as Olimpíadas, Dončić assinou um novo contrato com os Mavericks. O novo contrato é de 5 temporadas (quatro temporadas e a última opção) e Dončić deve ganhar US$ 207 milhões. Note-se que este será o contrato mais elevado da história dos Mavericks, superando os 159 milhões de dólares (135,5 milhões de euros) pagos a Kristaps Porziņģis. Ele tornou-se o quinto jogador de sempre da NBA a assinar um vínculo acima dos 200 milhões de dólares.

#### 2022/23
No início da temporada 2022/23, Dončić marcou pelo menos 30 pontos em cada um dos primeiros nove jogos. Esta foi a segunda série mais longa do gênero; apenas Wilt Chamberlain havia conseguido alcançar uma sequência mais longa 60 anos antes.
Em 27 de dezembro de 2022, ele marcou um novo recorde na carreira de 60 pontos contra o New York Knicks na vitória por 126 a 121, no American Airlines Center. Inédito na história da NBA, ele foi o primeiro jogador na história da NBA a registrar um triplo-duplo com 60 pontos, 20 rebotes e dez assistências, e o segundo jogador a registrar um triplo-duplo com 60 pontos, depois de James Harden.
Em 10 de maio, após uma temporada fantástica ele foi nomeado para Melhor Quinteto da NBA.

#### 2023/24
Em 25 de dezembro de 2023, Dončić marcou 50 pontos, 15 assistências e seis rebotes na vitória por 128 a 114 (64 a 54) sobre o Phoenix Suns. Sendo este seu 358º jogo na liga, ele ultrapassou a marca de 10.000 pontos na NBA (10.039).
Em 27 de janeiro, Luka Dončić marcou 73 pontos na vitória por 148 a 143, fora de casa, contra o Atlanta Hawks, e chegou ao quarto lugar na lista as maiores pontuações individuais da história da NBA. Ele agora é o maior pontuador em um jogo pelo Dallas. Apenas Wilt Chamberlain (100 pontos e 78 pontos, na década de 1960) e Kobe Bryant (81, em 2006) marcaram mais em uma partida liga. Ele tornou-se também no décimo jogador na história da NBA a marcar pelo menos 70 pontos em um jogo.
| “              | Mas acho que o foco principal ainda é outro. Eu me sinto bem e muito feliz por estar ao lado de tantos grandes nomes da história da NBA, é muito especial. Porém, amanhã vamos para Sacramento, uma longa viagem e outro jogo chegando. Tudo isso em menos de 24 horas. Então, no fim, não tenho muito tempo para comemorar isso, e vou tentar me recuperar para estar no meu melhor amanhã. | ” |
| — Luka Doncic. | |   |

Em 25 de janeiro de 2024, a NBA anunciou os titulares do All-Star Game 2024 e Luka Dončić foi um dos selecionados para compor o time titular do Oeste.
2024/25
Na temporada 2024/25, Luka sofreu uma distensão na panturrilha, que o fez ficar afastado de boa parte dos jogos do Dallas Mavericks, atuando apenas em 22 de 49 possíveis. Ainda assim, o armador possuía médias fantásticas, de mais de 28 pontos, 7 assistências e 8 rebotes por partida.

### Troca inesperada e Los Angeles Lakers
Em 2 de fevereiro de 2025, os Mavericks chocaram a NBA e o mundo ao trocarem Luka, sua superestrela de apenas 25 anos, principal pilar da equipe e uma das caras da liga, para os Los Angeles Lakers. O pacote de retorno envolveu Anthony Davis, Max Christie e a escolha de primeiro round de 2029 do time californiano, e o Dallas também abriu mão de Maxi Kleber e Markieff Morris. 
A troca pegou todos de surpresa, inclusive o próprio Dončić e todos os fãs do Mavericks, que protestaram nas redes sociais contra o gerente geral da equipe, Nico Harrison. Ainda assim, de acordo com o GM, a troca ajuda o time no curto prazo, os tornando um candidato ao título com a adição de uma presença forte no garrafão com Davis. Harrison também ressaltou suas preocupações com aspectos físicos do esloveno, colocando essas razões como fundamentais para a lógica da troca. Os fãs também criticaram os argumentos, alegando que Luka é um jogador geracional e um talento único, e apontaram também o histórico de lesões do próprio Davis.

## Seleção Nacional
Devido a uma lesão, não pôde participar com a Eslovênia no Campeonato Europeu Sub-16 de basquete de 2014. Em dezembro de 2014 estreou com a seleção Sub-16 de Eslovênia num torneio amistoso na Hungria, obtendo em media 34.2 pontos, 8.2 rebotes e 48 de valoração por partido, com umas percentagens de arremesso de 2 de 78.7%. Na final do torneio conseguiu 45 pontos (15/18 T2, 4/7 T3), 7 rebotes e 59 de valoração em 25 minutos.
Em 2021 nos Jogos Olímpicos de Tóquio 2020 Luka Dončić estreou com a segunda maior marca de pontos de um jogador na história do basquete nas Olimpíadas o atleta esloveno liderou a Eslovênia em uma vitória sobre a Argentina com 48 pontos, onze rebotes, cinco assistências e três tocos. Dončić ficou a somente oito pontos de superar o recorde de maior pontuação em um jogo na história das Olimpíadas, que pertence ao brasileiro Oscar Schmidt, em Seul 1988.
Em sua primeira olímpiada ajudou a Eslovênia a terminar na quarta posição dos jogos.
Luka Dončić passou 17 jogos oficiais invicto pela seleção de seu país desde sua estreia, em jogos que incluem o título do Eurobasket de 2017 e o Pré-Olímpico da Sérvia, vindo somente a ser derrotado nas semifinais dos Jogos Olímpicos Tóquio 2020 pela França.
Luka Dončić terminou os Jogos Olímpicos Tóquio 2020 com 143 pontos e uma média de 23,33 pontos por jogo.
No dia 7 de setembro de 2022, Luka Dončić marcou o maior número de pontos em 65 anos no Campeonato Europeu de seleções, 47 pontos contra a França, sendo esta a  segunda maior marca de todos os tempos. O detentor da maior numero é Eddy Terrance, que fez 63 pontos pela Bélgica contra a Albânia em 1957.

## Estatísticas
|  | Campeão da temporada                |
|  | Líder da liga                       |
|  | MVP da temporada regular/campeonato |

### NBA

#### Temporada Regular
| Ano      | Equipe   | PJ  | PT  | MPJ  | AP   | 3P   | LL   | RT  | AS  | BR  | TO  | PPJ  |
| -------- | -------- | --- | --- | ---- | ---- | ---- | ---- | --- | --- | --- | --- | ---- |
| 2018–19  | Dallas   | 72  | 72  | 32.2 | .427 | .327 | .713 | 7.8 | 6.0 | 1.1 | 0.3 | 21.2 |
| 2019–20  | Dallas   | 61  | 61  | 33.6 | .463 | .316 | .758 | 9.4 | 8.8 | 1.0 | 0.2 | 28.8 |
| 2020–21  | Dallas   | 66  | 66  | 34.3 | .479 | .350 | .730 | 8.0 | 8.6 | 1.0 | 0.5 | 27.7 |
| 2021–22  | Dallas   | 65  | 65  | 35.4 | .457 | .353 | .744 | 9.1 | 8.7 | 1.2 | 0.6 | 28.4 |
| 2022–23  | Dallas   | 66  | 66  | 36.2 | .496 | .342 | .742 | 8.6 | 8.0 | 1.4 | 0.5 | 32.4 |
| 2023–24  | Dallas   | 70  | 70  | 37.5 | .487 | .382 | .786 | 9.2 | 9.8 | 1.4 | 0.5 | 33.9 |
| 2024–25  | Dallas   | 22  | 22  | 35.7 | .464 | .354 | .767 | 8.3 | 7.8 | 2.0 | 0.4 | 28.1 |
| 2024–25  | Lakers   | 28  | 28  | 35.1 | .438 | .379 | .791 | 8.1 | 7.5 | 1.6 | 0.4 | 28.2 |
| Carreira | Carreira | 450 | 450 | 34.9 | .468 | .350 | .751 | 8.6 | 8.2 | 1.2 | 0.5 | 28.6 |
| All-Star | All-Star | 5   | 4   | 23.1 | .412 | .292 | –    | 2.6 | 5.4 | 0.2 | 0.0 | 7.0  |

#### Playoffs
| Ano      | Equipe   | PJ | PT | MPJ  | AP   | 3P   | LL   | RT  | AS   | BR  | TO  | PPJ  |
| -------- | -------- | -- | -- | ---- | ---- | ---- | ---- | --- | ---- | --- | --- | ---- |
| 2020     | Dallas   | 6  | 6  | 35.8 | .500 | .364 | .656 | 9.8 | 8.7  | 1.2 | 0.5 | 31.0 |
| 2021     | Dallas   | 7  | 7  | 40.1 | .490 | .408 | .529 | 7.9 | 10.3 | 1.3 | 0.4 | 35.7 |
| 2022     | Dallas   | 15 | 15 | 36.8 | .455 | .345 | .770 | 9.8 | 6.4  | 1.8 | 0.6 | 31.7 |
| 2024     | Dallas   | 22 | 22 | 40.9 | .446 | .322 | .765 | 9.5 | 8.1  | 1.9 | 0.4 | 28.9 |
| 2025     | Lakers   | 5  | 5  | 41.6 | .452 | .348 | .891 | 7.0 | 5.8  | 1.0 | 0.6 | 30.2 |
| Carreira | Carreira | 55 | 55 | 39.2 | .461 | .347 | .737 | 9.2 | 7.8  | 1.6 | 0.5 | 30.9 |

### Euro League
| Ano      | Equipe    | PJ | PT | MPJ  | AP   | 3P   | LL   | RT  | AS  | BR  | TO  | PPJ  |
| -------- | --------- | -- | -- | ---- | ---- | ---- | ---- | --- | --- | --- | --- | ---- |
| 2015-16  | R. Madrid | 12 | 0  | 11.1 | .407 | .313 | .882 | 2.3 | 2.0 | 0.2 | 0.3 | 3.5  |
| 2016-17  | R. Madrid | 35 | 15 | 19.9 | .433 | .371 | .844 | 4.5 | 4.2 | 0.9 | 0.2 | 7.8  |
| 2017-18  | R. Madrid | 33 | 17 | 25.9 | .451 | .329 | .816 | 4.8 | 4.3 | 1.1 | 0.3 | 16.0 |
| Carreira |           | 80 | 32 | 21.0 | .443 | .344 | .828 | 4.3 | 3.9 | 0.9 | 0.3 | 10.6 |

### Liga ACB
| Ano      | Equipe    | PJ  | PT | MPJ  | AP   | 3P   | LL   | RT  | AS  | BR  | TO  | PPJ  |
| -------- | --------- | --- | -- | ---- | ---- | ---- | ---- | --- | --- | --- | --- | ---- |
| 2014-15  | R. Madrid | 5   | 0  | 4.8  | .427 | .333 | .750 | 1.2 | 0.0 | 0.0 | 0.0 | 1.6  |
| 2015-16  | R. Madrid | 39  | 0  | 12.9 | .526 | .392 | .708 | 2.6 | 1.7 | 0.4 | 0.3 | 4.5  |
| 2016-17  | R. Madrid | 42  | 11 | 19.8 | .441 | .295 | .785 | 4.4 | 3.0 | 0.6 | 0.3 | 7.5  |
| 2017-18  | R. Madrid | 37  | 21 | 24.3 | .462 | .293 | .752 | 5.7 | 4.7 | 1.1 | 0.4 | 12.5 |
| Carreira |           | 123 | 32 | 18.3 | .463 | .310 | .754 | 4.1 | 3.0 | 0.7 | 0.3 | 7.8  |

## Prêmios e homenagens
- NBA
  - NBA Scoring Champion: 2024;
  - NBA Western Conference Finals MVP: 2024;
  - 5x NBA All-Star: 2020, 2021, 2022, 2023 e 2024
  - NBA Rookie of the Year: 2019
  - 5x All-NBA Team:
    - Primeiro time: 2020, 2021, 2022, 2023, 2024

  - NBA All-Rookie Team:
    - Primeiro time: 2019

### Real Madrid
- Campeão da Liga ACB: 2014-15 e 2015-16, 2017-18.[57]
- Campeão da Copa Intercontinental FIBA: 2015
- Campeão da Euroliga: 2017-18

### Real Madrid (categorias inferiores)
- Campeão do Torneio Infantil Ciutat de l’Hospitalet 2013
- Campeão da Minicopa ACB de Vitoria-Gasteiz 2013
- Campeão do Campeonato da Espanha Infantil 2013
- Campeão do Campeonato de Madri Júnior 2014 e 2015
- Campeão do Torneio Júnior Ciutat de L’Hospitalet 2015
- Campeão do Campeonato da Espanha Júnior 2015.
- Campeão do Campeonato de Europa Júnior (Adidas Next Generation Tournament) 2015.

### Prêmios individuais
- MVP do Torneio Lido dei Roma 2012 com o Olimpija Ljubljana
- MVP do Torneio Infantil Ciutat de l’Hospitalet 2013
- MVP da Minicopa ACB de Vitoria-Gasteiz 2013
- MVP do Torneio Internacional Cadete de Budapeste 2013
- MVP do Torneio Cadete Villa da Laguna 2013[58]
- MVP do Torneio Cadete AA7 Emporio Armani 2013
- MVP do Campeonato de Espanha Cadete 2014[59]
- Membro do quinteto ideal do Torneio Júnior Ciutat de L’Hospitalet 2015
- MVP do Campeonato de Madri Júnior 2015
- MVP do Campeonato de Espanha Júnior 2015.
- MVP do Campeonato de Europa Júnior (Adidas Next Generation Tournament) 2015.
- Melhor Jogador Jovem da ACB 2016-17
- Membro do Quinteto Jovem ideal da ACB 2016-17
- Quinteto ideal do EuroBasket de 2017
- MVP da 3ª Rodada da Euroliga de 2017-18
- MVP da 4ª Rodada da Euroliga de 2017-18
- MVP da 15ª Rodada da Euroliga de 2017-18
- MVP da 29ª Rodada da Euroliga de 2017-18
- MVP de Outubro da Euroliga de 2017-18
- Jogador da 14ª Rodada da Liga Endesa de 2017-18
- MVP da Temporada 2017-18 da Liga ACB

## Vida pessoal
Seu pai é Saša Dončić, ex-jogador de basquete que chegou a debutar com a Seleção de basquete de Eslovênia, e sua mãe é Mirjam Poterbin, ex-modelo e bailarina eslovena que foi campeã do mundo de dança com o grupo Urska. Luka começou a praticar aos 6 anos basquete, futebol e judô na escola primária Olham Jarc de sua cidade natal, Ljubljana. Depois de decidir-se pelo basquete, entrou para as categorias de base do Olimpija Ljubljana.